# Hieracium sect. Hieracium
La sezione  Hieracium sect. Hieracium è una sezione di piante angiosperme dicotiledoni del genere Hieracium della famiglia delle Asteraceae.

## Etimologia
Il nome del genere deriva dalla parola greca hierax o hierakion (= sparviere, falco). Il nome del genere è stato dato inizialmente dal botanico francese Joseph Pitton de Tournefort (1656 - 1708) rifacendosi probabilmente ad alcuni scritti del naturalista romano Gaio Plinio Secondo (23 - 79) nei quali, secondo la tradizione, i rapaci si servivano di questa pianta per irrobustire la loro vista.
Il nome del genere (e della sezione) è stato pubblicato per la prima volta da Carl von Linné (1707 – 1778) biologo e scrittore svedese, considerato il padre della moderna classificazione scientifica degli organismi viventi, nella pubblicazione "Species Plantarum - 2: 799. 1753" del 1753.

## Descrizione

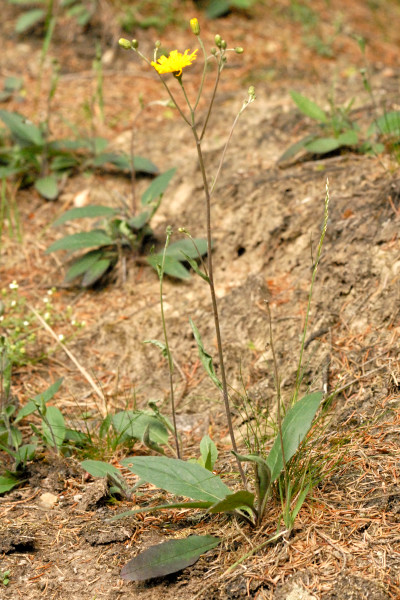
Il portamento
Hieracium murorum

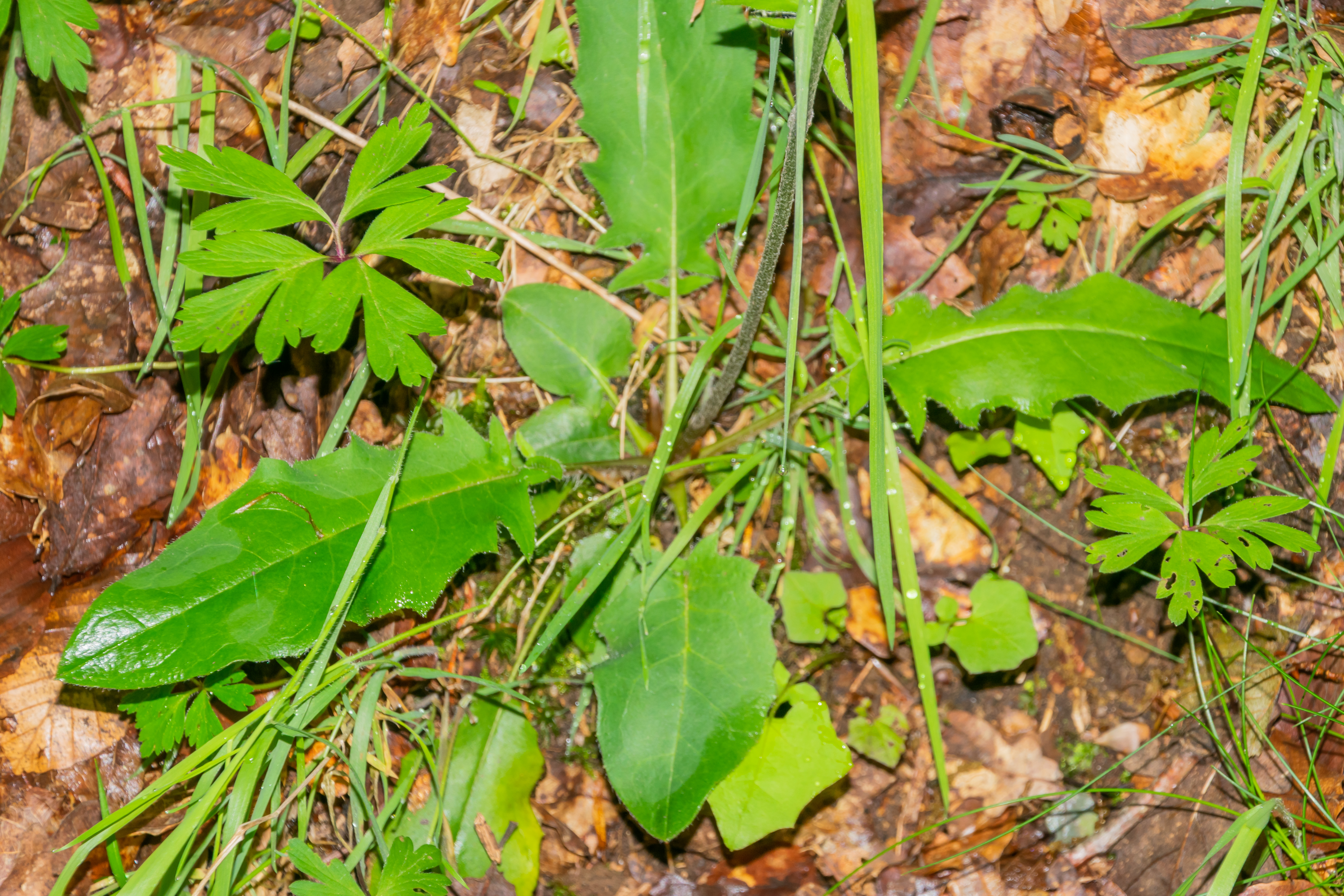
Le foglie
Hieracium murorum

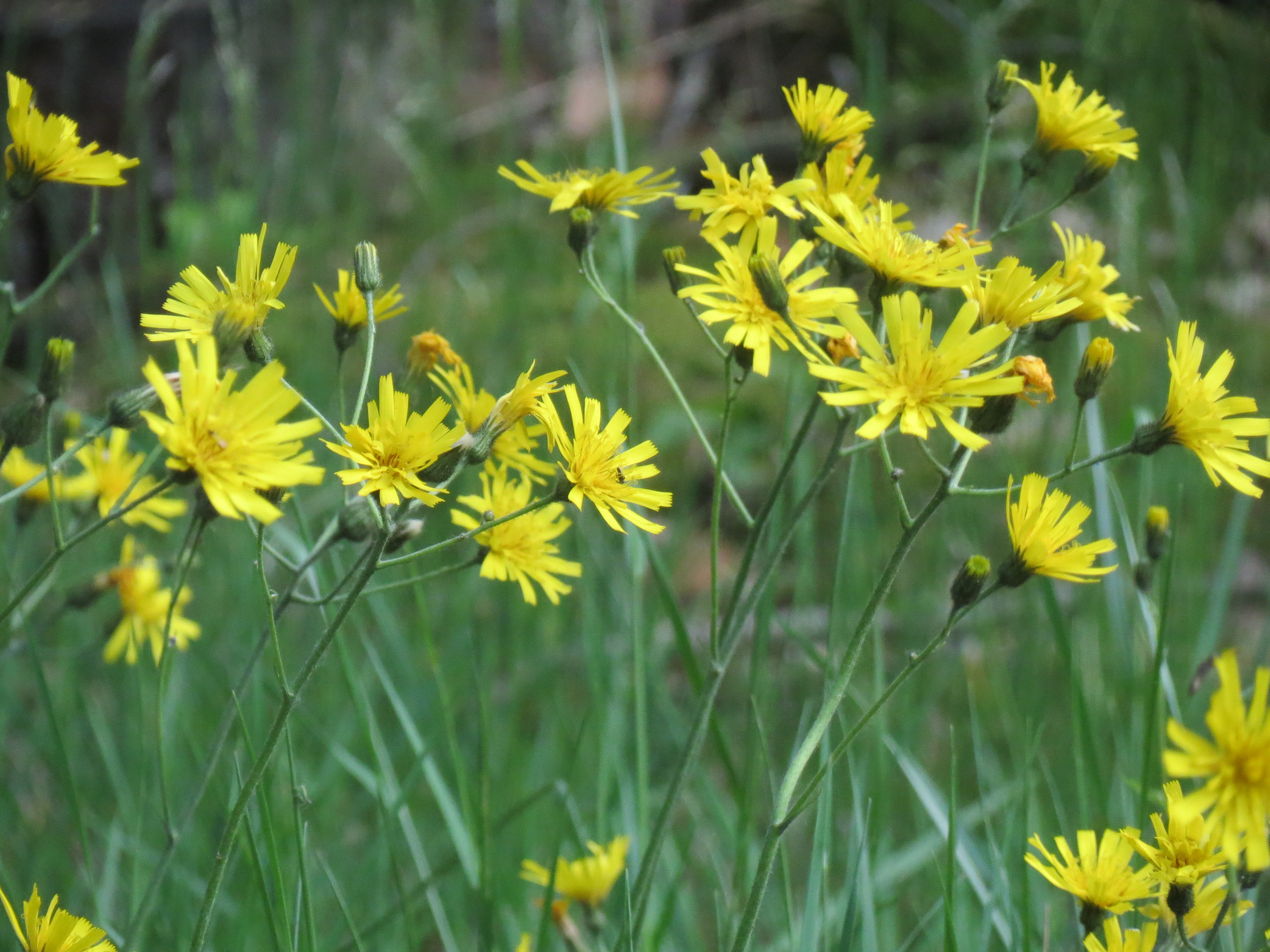
Infiorescenza
Hieracium murorum

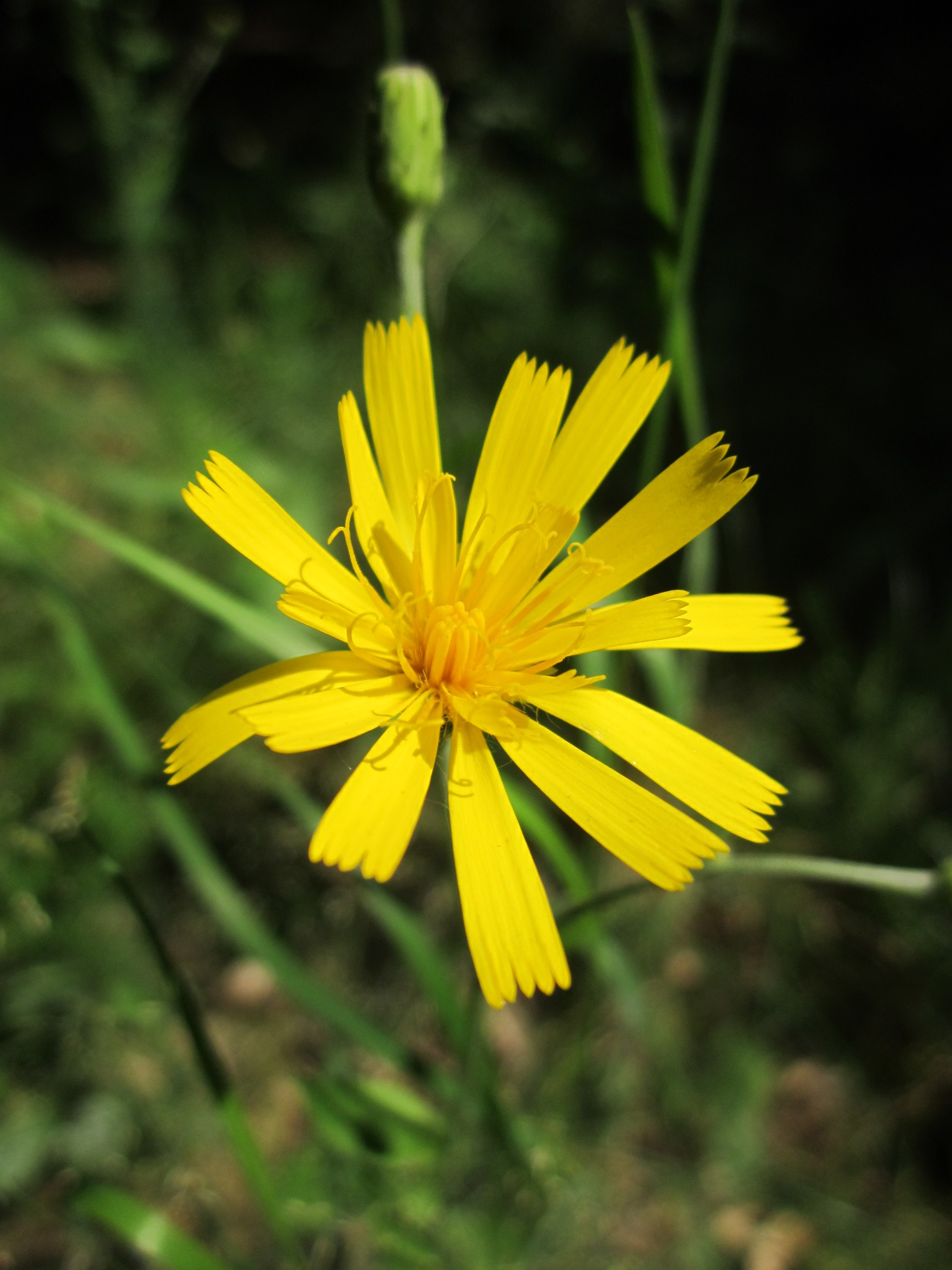
I fiori
Hieracium murorum

Habitus. La forma biologica prevalente è emicriptofita scaposa (H scap), ossia in generale sono piante erbacee (e aromatiche), a ciclo biologico perenne, con gemme svernanti al livello del suolo e protette dalla lettiera o dalla neve, inoltre spesso hanno l'asse fiorale eretto e privo di foglie (piante scapose), oppure le foglie basali sono assenti alla fioritura (piante afillopode). Queste piante sono anche provviste di lattice (i vasi latticiferi sono anastomizzati), ma sono prive di stoloni. In queste specie i peli semplici sono sparsi, quelli stellati sono più o meno assenti. Le specie di questo gruppo sono piante di tipo fillopode (raramente sono hypofillopode);
Radici. Le radici sono secondarie da rizoma.
Fusto. La parte aerea del fusto è eretta o ascendente, molle e verde con ramosità varia. La superficie può essere sia glabra che pelosa. Le piante di questa sezione possono raggiungere un'altezza massima di 20 – 50 cm (raramente raggiungono i 80 cm). La parte sotterranea spesso è un fittone.
Foglie. Le foglie si dividono in basali (da 4 a 7) e cauline (da 0 a 1) disposte in modo alternato. La lamina può essere intera o raramente divisa con forme da lineari-strette a largamente ovate (con contorni intermedi quali ellittici, lanceolati, oblanceolati, oblunghi o spatolati). I bordi possono essere continui o variamente dentati (anche profondamente, ma raramente sono lobati). La superficie può essere glabra o variamente pubescente. Quelle basali sono attenuate e più o meno brevemente picciolate. Quelle cauline cauline (poche o assenti) sono in genere picciolate e progressivamente ridotte e con lamine più strette.
Infiorescenza. La sinflorescenza è del tipo paniculato (o lasso-paniculato) con 2 - 6 rami con diversi capolini (fino a 15). L'acladio è di 1 – 3 cm. Le infiorescenze vere e proprie sono formate da un peduncolo che sorregge un involucro composto da diverse brattee (o squame) disposte su 2 serie in modo embricato, all'interno delle quali un ricettacolo fa da base ai fiori tutti ligulati. L'involucro ha delle forme da emisferiche a ellissoidi. Le brattee si dividono in esterne (non sempre presenti) e interne; quelle esterne (formano quasi un calice) sono da poche a una dozzina con forme da deltate a lanceolate o lineari; quelle interne possono arrivare a due dozzine ed hanno delle forme lineari-lanceolate con margini scariosi e apici acuminati con forme ottuse. Il ricettacolo è nudo, ossia senza pagliette a protezione della base dei fiori e alveolato (i margini degli alveoli sono dentati) . Dei peli ghiandolari sono presenti sui peduncoli dei capolini e sull'involucro. Dimensione dell'involucro: 9 – 10 mm.
Fiori. I fiori (da 6 a 150) sono tutti del tipo ligulato, tetra-ciclici (ossia sono presenti 4 verticilli: calice – corolla – androceo – gineceo) e pentameri (ogni verticillo ha 5 elementi). I fiori sono inoltre ermafroditi e zigomorfi. In alcuni casi i fiori femminili sono "stilosi".
- Formula fiorale:

*/x K {\displaystyle \infty }, [C (5), A (5)], G 2 (infero), achenio
- Calice: i sepali del calice sono ridotti ad una coroncina di squame.
- Corolla: le corolle sono formate da un tubo e da una ligula terminante con 5 denti; il colore è giallo. Le ligule sono lunghe oltre l'involucro e più o meno glabre.
- Androceo: gli stami sono 5 con filamenti liberi, mentre le antere sono saldate in un manicotto (o tubo) circondante lo stilo.[17] Le antere alla base sono acute. Il polline è tricolporato.[18]
- Gineceo: lo stilo è giallo (o più o meno scuro), è filiforme e peloso sul lato inferiore; gli stigmi dello stilo sono due divergenti. L'ovario è infero uniloculare formato da 2 carpelli. La superficie stigmatica è posizionata internamente (vicino alla base).[19]

Frutti. I frutti sono degli acheni con pappo. Gli acheni sono scuri (castano scuro) a forma colonnare-obconica (o più o meno cilindrica) e sono ristretti alla base (e ingrossati all'apice), mentre la superficie (liscia o appena rugosa) è provvista di 8 - 10 coste che nella parte apicale confluiscono in un orlo anulare. Il pappo è formato 20 a 80 setole biancastre (o giallastre) semplici disposte su due serie (quelle interne sono più lunghe e più rigide, quelle esterne sono fragili). Dimensione degli acheni: 3 – 4 mm.

## Biologia
Impollinazione: l'impollinazione avviene tramite insetti (impollinazione entomogama tramite farfalle diurne e notturne).

Riproduzione: la fecondazione avviene fondamentalmente tramite l'impollinazione dei fiori (vedi sopra).

Dispersione: i semi (gli acheni) cadendo a terra sono successivamente dispersi soprattutto da insetti tipo formiche (disseminazione mirmecoria). In questo tipo di piante avviene anche un altro tipo di dispersione: zoocoria. Infatti gli uncini delle brattee dell'involucro (se presenti) si agganciano ai peli degli animali di passaggio disperdendo così anche su lunghe distanze i semi della pianta.

## Distribuzione e habitat
Gli habitat preferiti sono i boschi di latifoglie e aghifoglie. La distribuzione in Italia è nelle Alpi e negli Appennini.

## Tassonomia
La famiglia di appartenenza di questa voce (Asteraceae o Compositae, nomen conservandum) probabilmente originaria del Sud America, è la più numerosa del mondo vegetale, comprende oltre 23.000 specie distribuite su 1.535 generi, oppure 22.750 specie e 1.530 generi secondo altre fonti (una delle checklist più aggiornata elenca fino a 1.679 generi). La famiglia attualmente (2021) è divisa in 16 sottofamiglie.

### Filogenesi
Il genere di questa voce appartiene alla sottotribù Hieraciinae della tribù Cichorieae (unica tribù della sottofamiglia Cichorioideae). In base ai dati filogenetici la sottofamiglia Cichorioideae è il terz'ultimo gruppo che si è separato dal nucleo delle Asteraceae (gli ultimi due sono Corymbioideae e Asteroideae). La sottotribù Hieraciinae fa parte del "quinto" clade della tribù; in questo clade è posizionata alla base ed è "sorella" al resto del gruppo comprendente, tra le altre, le sottotribù Microseridinae e Cichoriinae. Il genere  Hieracium (insieme al genere Pilosella) costituisce il nucleo principale della sottotribù Hieraciinae e formano (insieme ad altri generi minori) un "gruppo fratello" posizionato nel "core" delle Hieraciinae.
Il genere Hieracium è un genere estremamente polimorfo con maggioranza di specie apomittiche. Di questo genere sono descritte circa 1000 specie sessuali e oltre 3000 specie apomittiche, delle quali circa 250 e più sono presenti nella flora spontanea italiana.
I caratteri distintivi per il genere Hieracium sono:
- le piante non sono tutte vischiose;
- i fusti e le foglie hanno peli semplici o ghiandolari;
- i capolini sono numerosi;
- il colore dei fiori in genere è giallo carico;
- i rami dello stilo sono lunghi;
- le coste dell'achenio confluiscono in un anello;
- il pappo è formato da due serie di setole.

Le specie di questo genere, provviste di molte sottospecie, formano degli aggregati o sezioni con diverse specie incluse, altre sono considerati "intermediare" (o impropriamente ibridi in quanto queste specie essendo apomittiche non si incrociano e quindi non danno prole feconda) con altre specie. A causa di ciò si pongono dei problemi di sistematica quasi insolubili e per avere uno sguardo d'insieme su questa grande variabilità può essere necessario assumere un diverso concetto di specie. Qui in particolare viene seguita la suddivisione in sezioni del materiale botanico così come sono elencate nell'ultima versione della "Flora d'Italia".
La sezione XX  Hieracium , insieme alle sezioni Bifida e Vulgata comprendono la maggior parte delle specie di origine europea nelle fasi post glaciali. Sono caratterizzate dalla riduzione delle foglie cauline e dall'anticipo della data di fioritura. Continui fenomeni di apomissia hanno formato gruppi altamente reticolati ancora in via di differenziazione.
I caratteri distintivi per le specie di questa sezione sono:
- i peli ghiandolari sono presenti sui peduncoli dei capolini e sull'involucro;
- i peli semplici sono sparsi, quelli stellati sono più o meno assenti;
- le specie di questo gruppo sono piante di tipo fillopode (raramente sono hypofillopode);
- le foglie basali sono attenuate e più o meno brevemente picciolate;
- forte riduzione delle foglie cauline (da 0 a 1);
- le foglie cauline sono verdi e non sono macchiate;
- la fioritura è anticipata.

Il numero cromosomico delle specie della sezione è: 2n = 27 e 36 (specie diploidi, triploidi, tetraploidi e pentaploidi).

### Specie della flora italiana
Nella flora spontanea italiana, per la sezione di questa voce, sono presenti le seguenti specie (principali e secondarie o derivate):
Specie principale. Hieracium murorum  L., 1753 - Sparviere dei boschi: l'altezza massima della pianta è di 20 – 50 cm (massimo 80 cm); il ciclo biologico è perenne; la forma biologica è emicriptofita scaposa (H scap); il tipo corologico è Euro-Siberiano; l'habitat tipico sono i boschi di latifoglie, aghifoglie, cespuglieti e pietraie; in Italia è una specie comune e si trova su tutto il territorio fino ad una quota compresa tra 100 e 2.000 m s.l.m.. Per questa specie sono riconosciute 64 sottospecie, molte delle quali sono presenti in Italia.
Caratteri principali: l'involucro è lungo 9 - 10 mm con forme da ellissoidi a emisferiche (o anche ampiamente o strettamente ovoidi); le forme delle brattee involucrali sono oblungo-lanceolate con apici da ottusi (brattee esterne) a acuti (brattee interne).
Specie secondarie collegate a Hieracium murorum:
| Specie                                                                 | Caratteri | Habitat       | Distribuzione italiana      | sottospecie |
| ---------------------------------------------------------------------- | --------- | ------------- | --------------------------- | ----------- |
| Hieracium barrelieri Gottschl., Raimondo, Greuter & Di Grist, 2015[26] |           | Rupi calcaree | Monte Avellino - Molto rara |             |
Specie principale. Hieracium tenuiflorum  Arv.-Touv., 1896 - Sparviere cestosello: l'altezza massima della pianta è di 20 – 50 cm (massimo 80 cm); il ciclo biologico è perenne; la forma biologica è emicriptofita scaposa (H scap); il tipo corologico è Sud Alpico / Appenninico; l'habitat tipico sono i boschi di latifoglie, aghifoglie, cespuglieti e pietraie; in Italia è una specie che si trova su tutto il territorio (comune nelle Alpi, rara negli Appennini) fino ad una quota compresa tra 200 e 1.500 m s.l.m.. Per questa specie sono riconosciute 6 sottospecie, alcune delle quali sono presenti in Italia.
Caratteri principali: l'involucro è lungo 7 - 9 mm con forme da strettamente ovoidi a strettamente cilindriche; le forme delle brattee involucrali sono da lanceolate a lineari-lanceolate con apici lungamente acuminato.
Specie secondarie collegate a Hieracium tenuiflorum:
| Specie                                 | Caratteri                             | Habitat                   | Distribuzione italiana           | sottospecie                 |
| -------------------------------------- | ------------------------------------- | ------------------------- | -------------------------------- | --------------------------- |
| Hieracium erucophyllum Prain, 1913[28] | Più simile a H. murorum che H. humile | Pendii sassosi su calcare | Passo dello Stelvio - Molto rara | 3 sottospecie (2 in Italia) |

#### Specie italiane alpine
Alcune specie di questa sezione vivono sull'arco alpino. La tabella seguente mette in evidenza i dati relativi all'habitat, al substrato e alla distribuzione di alcune di queste specie alpine.
| Specie | Comunità vegetali | Piani vegetazionali         | Substrato | pH     | Livello trofico | H2O   | Ambiente             | Zona alpina         |
| --- | ----------------- | --------------------------- | --------- | ------ | --------------- | ----- | -------------------- | ------------------- |
| H. murorum | 14                | collinare montano subalpino | Ca - Si   | neutro | medio           | secco | B7 C2 C3 G4 I1 I2 I3 | tutto l'arco alpino |
| Legenda e note alla tabella. Substrato: con “Ca/Si” si intendono rocce di carattere intermedio (calcari silicei e simili). Zona alpina: vengono prese in considerazione solo le zone alpine del territorio italiano (sono indicate le sigle delle province). Comunità vegetali: 14 = comunità forestali Ambienti: B7 = parchi, giardini, terreni sportivi; C2 = rupi, muri e ripari sotto roccia; C3 = ghiaioni, morene e pietraie; G4 = arbusteti e margini dei boschi; I1 = boschi di conifere; I2 = boschi di latifoglie; I3 = querceti submediterranei. |                   |                             |           |        |                 |       |                      |                     |